# Les Pleins Pouvoirs
Pour les articles homonymes, voir Pleins pouvoirs.
Pour plus de détails, voir Fiche technique et Distribution.
Les Pleins Pouvoirs ou Pouvoir d'exécuter au Québec (Absolute Power) est un film américain réalisé par Clint Eastwood et sorti en 1997. Adapté du roman du même nom de David Baldacci, publié en 1996, le film narre l'histoire d'un cambrioleur, incarné par Eastwood, qui se retrouve la cible des services secrets après avoir été témoin d'un meurtre impliquant le président des États-Unis, joué par Gene Hackman et décidé à confondre les coupables. La distribution comprend notamment — hormis Clint Eastwood et Gene Hackman — Ed Harris, Laura Linney, Scott Glenn, Dennis Haysbert et Judy Davis.
Aux États-Unis, Les Pleins Pouvoirs est présenté le 4 février 1997 en Californie, tandis qu'en France, le film est projeté pour la première fois lors de la clôture du festival de Cannes 1997. Le long métrage sort en salles le 14 février 1997 sur le territoire américain et le 21 mai 1997 sur le territoire français, obtenant un succès commercial modeste avec près de 92,8 millions $ de recettes mondiales et un accueil critique mitigé sur le continent américain mais plus positif en France.
Les Pleins Pouvoirs n'a obtenu qu'une nomination à un prix, celle du meilleur second rôle féminin dans un film de suspense au Blockbuster Entertainment Awards pour Judy Davis.

## Synopsis
Excellent dessinateur à ses heures perdues, Luther Whitney est également un cambrioleur de haut vol menant une vie solitaire et entretenant des relations tendues avec sa fille Kate, devenue procureur, en raison de l'absence de ce dernier. Un soir, alors qu'il commet un cambriolage dans la luxueuse demeure de Walter Sullivan, philanthrope influent de Washington, il assiste caché dans une chambre forte avec un miroir sans tain aux ébats amoureux de Christy, la femme de Sullivan, et d'un homme qui se trouve être le président des États-Unis Alan Richmond, dont Sullivan est l'ami et également un soutien financier.
Mais, sous le regard pétrifié de Luther, la situation dégénère lorsque Richmond se montre violent envers Christy, qui pour se protéger, s'empare d'un coupe-papier et le blesse au bras avant d'être abattue par balles par Colin et Burton, deux agents de la sécurité rapprochée du président. Gloria Russell, conseillère du président également présente sur les lieux, leur ordonne de maquiller leur acte en crime de cambrioleur, mais Luther s'enfuit avec quelques objets de valeur ainsi que le précieux coupe-papier avec les empreintes de Richmond, après avoir semé les gardes du corps venus le poursuivre.
Chargé de l'enquête, le lieutenant de police Seth Frank soupçonne Luther du cambriolage, mais pas du meurtre car Luther n'a jamais tué, ce qui lui vaut l'estime de Frank. Alors que Luther s'apprête à fuir à l'étranger, il décide de rester afin de confondre lui-même les véritables responsables après avoir regardé, écœuré, une conférence de presse de Richmond feignant le chagrin auprès de Sullivan. Il se rend à un rendez-vous avec Kate - organisé par Frank - qui a découvert que son père n'a jamais cessé de l'aimer et de s'intéresser à sa carrière, tout en veillant sur elle de loin. Mais Colin et McCarthy, un tueur à gages engagé par Sullivan, sont tous deux au rendez-vous armés d'un fusil à lunette. Luther et Kate se font tirer dessus mais échappent aux balles. Luther, déguisé en policier, réussit à tromper les tueurs et à échapper aux forces de l'ordre.
Luther envoie à Russell le collier de diamants que portait Christy le soir du meurtre après avoir envoyé un Polaroïd du coupe-papier. Fou de rage, Richmond ordonne alors à Colin et Burton de tuer Kate, mais celle-ci n'est que grièvement blessée lors de la chute de sa voiture du haut d'une falaise, provoquée par Colin. Burton, écœuré, se suicide en laissant une lettre de confession, tandis que Luther tue Colin qui, déguisé en infirmier, tentait d'achever Kate à l'hôpital. Luther révèle à Sullivan la vérité et lui remet le coupe-papier. Le vieil homme se rend à la Maison-Blanche en pleine nuit pour un entretien avec son « ami intime » Richmond. Seth Frank arrête Russell, tandis que Luther apprend le « suicide » de Richmond. Après avoir sauvé Kate, Luther sait que Seth, amoureux de cette dernière, peut veiller sur elle.

## Fiche technique
- Titre original : Absolute Power
- Titre français : Les Pleins Pouvoirs
- Titre québécois : Pouvoir d'exécuter
- Réalisation : Clint Eastwood, assisté de Bill Bannerman, Buddy Van Horn et Robert Lorenz
- Scénario : William Goldman, d'après le roman du même nom de David Baldacci
- Musique : Lennie Niehaus et Clint Eastwood
- Directeur de la photographie : Jack N. Green
- Directeur artistique : Jack Taylor
- Décors : Henry Bumstead
- Montage : Joel Cox
- Production : Clint Eastwood et Karen Spiegel
- Sociétés de production : Castle Rock Entertainment et Malpaso Productions
- Sociétés de distribution : Columbia Pictures, UGC Fox Distribution
- Pays de production :  États-Unis
- Langues originales : anglais, espagnol
- Format : couleur (Technicolor) — 35 mm 2.35:1 — son Dolby Digital / SDDS
- Durée : 121 minutes
- Budget : 50 millions de dollars[2]
- Genres : thriller, policier
- Dates de sortie[3] :
  - États-Unis : 14 février 1997
  - France : 18 mai 1997 (festival de Cannes) ; 21 mai 1997 (sortie nationale)
  - Suisse : 23 mai 1997
- Classification : 
  - France : tous publics avec avertissement[4]
- Affiche : Bill Gold (États-Unis)

## Distribution
- Clint Eastwood (VF : Jean-Claude Michel[5]) : Luther Whitney, cambrioleur
- Gene Hackman (VF : Jacques Richard) : Alan Richmond, président des États-Unis
- Ed Harris (VF : Georges Claisse) : Seth Frank, inspecteur de la brigade criminelle de Washington
- Laura Linney (VF : Catherine Le Hénan) : Kate Whitney, fille de Luther et procureur
- Scott Glenn (VF : Saïd Amadis) : Bill Burton, agent des Services Secrets
- Dennis Haysbert (VF : Thierry Desroses) : Tim Collin, agent des services secrets
- Judy Davis (VF : Annie Bertin) : Gloria Russell, collaboratrice de Richmond
- E. G. Marshall (VF : William Sabatier) : Walter Sullivan
- Melora Hardin (VF : Marie-Christine Robert) : Christy Sullivan, la femme de Walter
- Kenneth Welsh (VF : Philippe Dumat) : Sandy Loach, avocat de Sullivan
- Penny Johnson Jerald (VF : Laure Sabardin) : Laura Simon, inspecteur de la brigade criminelle de Washington
- Richard Jenkins : Michael McCarty
- Mark Margolis : Red Brandsford, ami de Luther
- Elaine Kagan : Valerie
- Alison Eastwood (VF : Marie Vincent) : une étudiante en art
- Kimber Eastwood : la guide touristique

Sources et légende : Version française (VF) sur AlloDoublage

## Production

### Développement et choix des interprètes
En 1992, David Baldacci, avocat new-yorkais rencontre la productrice Karen Spiegel et ils travaillent sur quatre versions du scénario qui allait donner la base du roman Les Pleins Pouvoirs, écrit par Baldacci. Les droits ont été achetés par Castle Rock Entertainment, qui en confie l'adaptation au scénariste William Goldman, pour un montant de 5 millions de $. Puis Clint Eastwood s'intéresse au projet après que l'équipe de production de Castle Rock lui eut envoyé le script, qu'il a adoré. Lorsqu'il s'est impliqué pour faire le film, il demande au scénariste de prendre des libertés par rapport au roman en ce qui concerne le personnage de Luther Whitney, incarné par l'acteur-réalisateur, qui, à l'origine, meurt à la moitié de l'histoire et devient finalement le personnage principal. Pour incarner le personnage du président Richmond, Eastwood fait de nouveau appel à Gene Hackman, avec qui il avait déjà travaillé sur Impitoyable, en 1992, lequel leur a valu respectivement deux Oscars (meilleur réalisateur pour Eastwood et meilleur second rôle masculin pour Hackman). Ed Harris est engagé pour le rôle du policier Seth Frank, pour lequel il aurait touché un salaire de 2 millions de $. Eastwood engage Laura Linney, pour jouer le rôle de sa fille, après avoir été impressionné par sa prestation dans Peur primale, dans lequel elle interprétait également un procureur.
Alison Eastwood, la fille de Clint Eastwood, fait une apparition dans le rôle d'une étudiante en art. Son autre fille, Kimber, apparaît dans le rôle d'un guide de visite de la Maison-Blanche. C'est le dernier long-métrage d'E. G. Marshall, qui incarne Walter Sullivan, décédé en août 1998.
Dans des rôles secondaires, on retrouve Dennis Haysbert et Penny Johnson, qui incarneront David et Sherry Palmer, le couple présidentiel dans la série 24 heures chrono.

### Tournage
Le tournage a eu lieu du 3 juin 1996 au 14 août 1996 à Baltimore, à Washington, à Towson et à Los Angeles.
Les scènes à l'hôpital ont été tournées sur les plateaux de la série télévisée Urgences.

## Bande originale
Albums de Lennie Niehaus
Le Titanic (TV)
(1996) Minuit dans le jardin du bien et du mal
(1998)
La musique du film est composée par Lennie Niehaus, qui avait déjà travaillé avec Clint Eastwood pour la plupart de ses films en tant que réalisateur : Pale Rider, le cavalier solitaire (1985), Le Maître de guerre (1986), Bird (1988), Chasseur blanc, cœur noir (1990), Impitoyable (1992), Un monde parfait (1993) et Sur la route de Madison (1995).
L'album de la bande originale sort aux États-Unis le 11 mars 1997.
| 1.    | Katie's Theme                         | Lennie Niehaus | 2:07 |
| 2.    | Mansion                               | Lennie Niehaus | 1:32 |
| 3.    | Christy Dies                          | Lennie Niehaus | 2:28 |
| 4.    | Mansion Chase                         | Lennie Niehaus | 4:34 |
| 5.    | Christy's Dance                       | Lennie Niehaus | 3:42 |
| 6.    | Waiting for Luther/Wait for My Signal | Lennie Niehaus | 6:58 |
| 7.    | Dr. Kevorkian I Presume               | Lennie Niehaus | 1:44 |
| 8.    | Sullivan's Revenge                    | Lennie Niehaus | 2:19 |
| 9.    | Katie's Theme / End Credits           | Lennie Niehaus | 4:42 |
| 29:54 |                                       |                |      |

## Sortie et accueil

### Accueil critique
Le film obtient un accueil critique mitigé lors de sa sortie en salles dans les pays anglophones, recueillant 45 % de critiques favorables, pour une moyenne de 5,5⁄10 et sur la base de 42 critiques collectés, sur le site Rotten Tomatoes et un score de 52⁄100 sur le site Metacritic pour 21 critiques collectés.
En France, Les Pleins Pouvoirs obtient un bon accueil de la critique, obtenant une moyenne de 4,4⁄5 sur le site Allociné, sur la base de 5 critiques.

### Dates de sortie et box-office
Les Pleins Pouvoirs sort aux États-Unis le 14 février 1997 dans 2 568 salles, dix jours après la première du film à Westwood, en Californie. Il rapporte 16 770 220 $ pour son premier week-end d'exploitation, occupant ainsi la seconde place du box-office américain. Toutefois, le film n'est pas considéré comme un succès au niveau national : il ne totalise que 50 068 310 $ sur le sol américain, pour un budget de production similaire, ce qui lui vaut d'être classé à la 38e place des meilleures recettes au box-office américain au cours de l'année 1997. Dans le reste du monde, il totalise 42 700 000 $, pour un total mondial de 92 768 310 $.
En France, où il est projeté lors de la clôture du 50e festival de Cannes le 18 mai 1997, le long métrage sort trois jours plus tard dans 449 salles et passera au seuil maximal de 454 salles la semaine suivante. Il est resté durant quatre semaines à la troisième place du box-office français en ayant totalisé 747 165 entrées dès sa sortie. En fin d'exploitation, il n'a récolté que 977 659 entrées.
Le film a totalisé 188 086 entrées en Belgique, 117 472 entrées en Suisse, 669 582 entrées en Allemagne, 618 919 entrées en Espagne, 510 585 entrées en Italie et 394 669 entrées au Royaume-Uni.

## Différences avec le roman
Dans le roman, le personnage principal est Jack Graham, ami avocat de Luther et Kate, qui cherche à faire disculper le cambrioleur. Dans le film, ce sera Luther, le personnage principal, qui cherche à se faire disculper.